# Philosophicum Lech

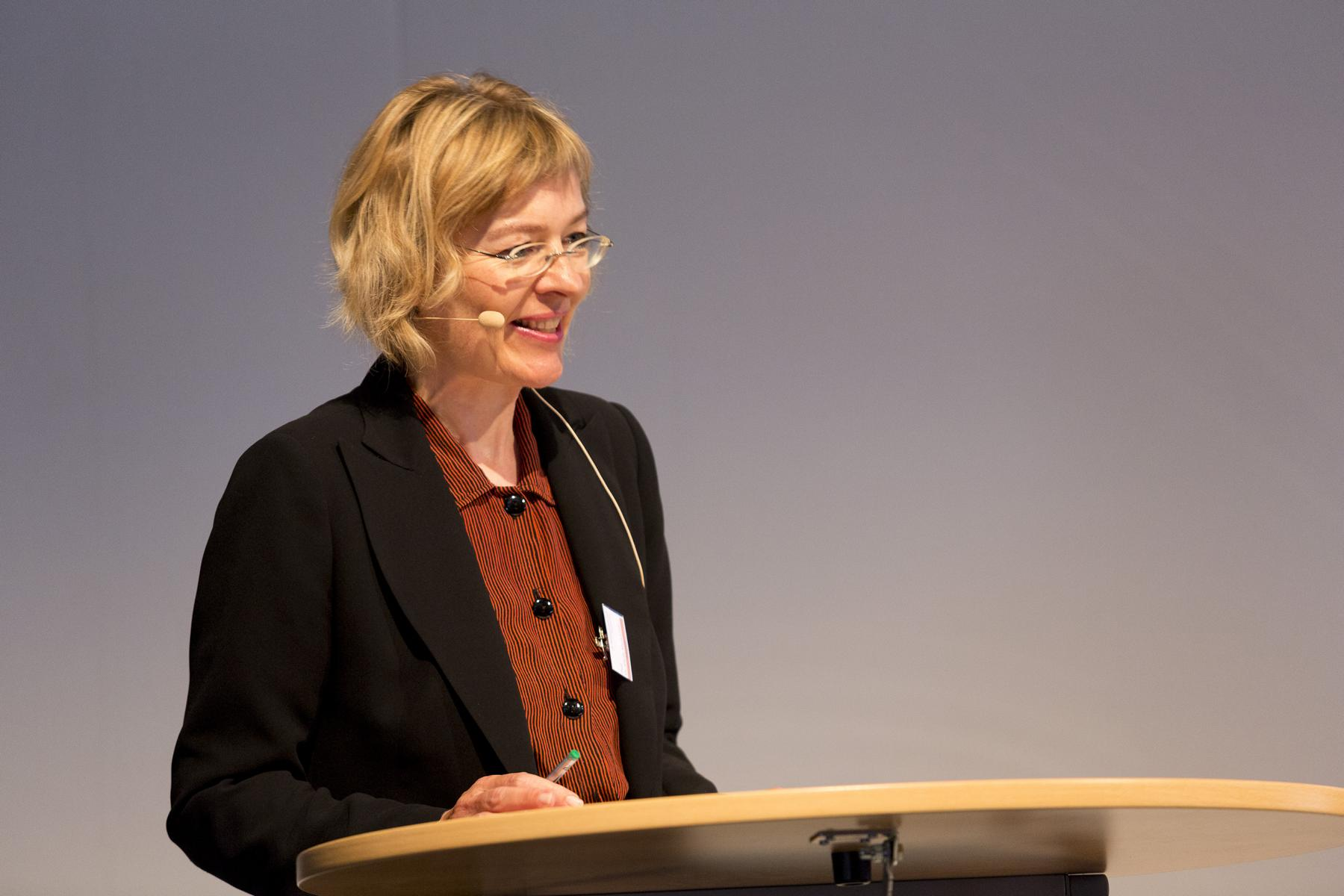
Maria-Sibylla Lotter au Philosophicum Lech

Le Philosophicum Lech est une conférence ouverte au public intéressé qui a lieu à Lech (Vorarlberg) en Autriche. Lors de ce symposium interdisciplinaire, un sujet actuel et philosophique est discuté dans le cadre de conférences et de débats.

## Organisation
Le Philosophicum Lech, qui s'est déroulé pour la première fois en 1997, s'est établi comme un centre international de réflexion, de discussion et de rencontre dans le domaine de la philosophie, de la culture et des sciences sociales. La conférence représente également une impulsion culturelle importante pour le triangle frontalier Allemagne/Autriche/Suisse.
Le directeur scientifique de la conférence est le philosophe autrichien Konrad Paul Liessmann. Les volumes de la conférence des Philosophicums Lech sont publiés par la maison d'édition Zsolnay Verlag.
Parmi les orateurs précédents se retrouvent entre autres Lisa Herzog, Norbert Bolz, Reinhard Brandt, Danielle Spera, Rudolf Burger, Maria-Sibylla Lotter, Norbert Hoerster, Michael Köhlmeier, Robert Menasse, Natias Neutert, Rüdiger Safranski, Franz Schuh, Peter Sloterdijk, Robert Spaemann, Aleksandar Tišma, Ernst Tugendhat et Richard David Precht.
A noter qu'avec le Medicinicum Lech, le Philisophicum Lech fait partie des événements internationaux pluridisciplinaires de la ville de Lech, qui proposent des conférences qui s'interrogent sur des problématiques contemporaines telles que la relation entre l'écologie et l'économie comme question clé pour l'avenir.

## Récompense
Le Philosophicum décerne chaque année depuis 2009 le prix Tractatus pour la rédaction d'essais philosophiques.